# David Oakes
Rowan David Oakes (Hampshire, Inglaterra; 14 de octubre de 1983), conocido como David Oakes, es un actor británico, más conocido por su papel de Juan Borgia en The Borgias y Jorge de Clarence en The White Queen.

## Biografía
Su padre, Jeremy Oakes, es un canónigo de la catedral de Salisbury, y su madre es cantante.
Desde 2005 hasta 2007, asistió al Bristol Old Vic Theatre School en Bristol, Inglaterra.
Desde 2019 mantiene una relación con la también actriz Natalie Dormer. Su primera hija nació en enero de 2021. Se casaron por lo civil en febrero de 2023.

## Carrera
Es miembro fundador de la compañía de teatro "DOG ATE CAKE", una compañía dedicada a la reinterpretación de la farsa y la comedia victoriana.
En 2008 hizo su debut en la televisión cuando apareció en la serie Bonekickers, donde dio vida a Alfred Lord Tennyson. Ese mismo año interpretó al soldado raso Oswald Hennessey en la película Walter's War. En 2009 participó en series como Bonekickers y Henry VIII: Mind of a Tyrant, donde interpretó a George Cavendish. 
En 2010 apareció en varios episodios de la miniserie The Pillars of the Earth, donde interpretó al villano William Hamleigh. En 2011 se unió al elenco principal de la nueva serie The Borgias, donde interpretó a Juan Borgia hasta el penúltimo episodio de la segunda temporada. En 2012 apareció como invitado en la serie World Without End, donde interpretó a Bishop Henri. En 2013 se unió al elenco principal de la serie The White Queen, donde interpretó a George, duque de Clarence hasta el final de la serie ese mismo año. En 2014 se unió al elenco de la miniserie Kim Philby: His Most Intimate Betrayal, donde dio vida a Kim Philby.

## Filmografía

### Series de televisión
| Año         | Título                                 | Personaje                 | Notas                         |
| ----------- | -------------------------------------- | ------------------------- | ----------------------------- |
| 2016        | Endeavour                              | Joss Bixby                | episodio "Ride"               |
| 2016        | The Living and the Dead                | William Payne             | 3 episodios                   |
| 2016        | Victoria                               | Príncipe Ernesto          | 6 episodios                   |
| 2014        | Kim Philby: His Most Intimate Betrayal | Kim Philby                | 2 episodios - miniserie       |
| 2013        | The White Queen                        | George, Duque de Clarence | 7 episodios                   |
| 2013        | Ripper Street                          | Victor Silver             | episodio "What Use Our Work?" |
| 2013        | Power Rangers Megaforce                | Comic Two                 | episodio "Last Laugh"         |
| 2012        | World Without End                      | Bishop Henri              | episodio "Rook" - miniserie   |
| 2011 - 2012 | The Borgias                            | Juan Borgia               | 16 episodios                  |
| 2010        | The Pillars of the Earth               | William Hamleigh          | 8 episodios - miniserie       |
| 2009        | Trinity                                | Ross Bonham               | 3 episodios                   |
| 2009        | Henry VIII: Mind of a Tyrant           | George Cavendish          | episodio "Lover"              |
| 2008        | Bonekickers                            | Alfred Lord Tennyson      | episodio "Follow the Gleam"   |
| 2022–2024   | Vikingos: Valhalla                     | Earl Godwin               | 16 episodios                  |

### Películas
| Año  | Título                     | Personaje                | Notas                                                                                                  |
| ---- | -------------------------- | ------------------------ | --- |
| -    | 100dniówk@                 | David                    | junto a Daniel Olbrychski & Beata Tyszkiewicz                                                          |
| 2017 | Cold Skin                  |                          | Basada en el libro de Albert Sánchez Piñol "La piel fría"                                              |
| 2014 | Goblin                     | -                        | corto - junto a Holliday Grainger                                                                      |
| 2014 | Love by Design             | Adrian                   | junto a Jane Seymour, Olivia Hallinan, Andrew Pleavin, Alexandra Weaver, David Lipper & Anthony Hickox |
| 2012 | Who Shall I Play with Now? | Gregory                  | Corto, junto a Guy Henry                                                                               |
| 2012 | Truth or Dare              | Justin                   | junto a Jason Maza & David Sterne y Alexander Vlahos                                                   |
| 2008 | Walter's War               | Soldado Oswald Hennessey | junto a O.T. Fagbenle & Christian Roe                                                                  |

### Teatro
| Año  | Obra                             | Personaje                             | Director (a)       | Teatro              | Notas                                               |
| ---- | -------------------------------- | ------------------------------------- | ------------------ | ------------------- | --------------------------------------------------- |
| 2014 | Shakespeare in Love              | Marlowe                               | Declan Donnellan   | Coward Theatre      | junto a Tom Bateman, Paul Chahidi & Ian Bartholomew |
| 2013 | Pride and Prejudice              | Darcy                                 | Deborah Bruce      | Open Air Theatre    | junto a Jennifer Kirby & Timothy Walker             |
| 2011 | Three Farces                     | Samson Slasherr/John Bagshaw          | Henry Bell         | Orange Tree Theatre | junto a Stuart Fox & Clive Francis                  |
| 2009 | All The Little Things We Crushed | Hugh                                  | Simon Godwin       | Almeida Theatre     | junto a Zawe Ashton & Andrew Hawley                 |
| 2008 | Mary Stuart                      | Mortimer                              | Aida Karic         | Traverse Theatre    | -                                                   |
| 2008 | Journey's End                    | Raleigh                               | Tony Casement      | Mercury Theatre     | -                                                   |
| 2008 | The Twenty-four Hour             | Davide                                | -                  | Old Vic Theatre     | -                                                   |
| 2007 | We the People                    | Charles Pinckney/Gunning Bedford Jnr. | Charlotte Westenra | -                   | -                                                   |
| 2007 | Love's Labour's Lost             | Dumaine                               | Dominic Dromgoole  | -                   | junto a Gemma Arterton                              |
| 2006 | Much Ado About Nothing           | Claudio/Verges                        | John Hartoch       | Old Vic Theatre     | -                                                   |